# Dobergmuseum
Das Dobergmuseum – Geologisches Museum Ostwestfalen-Lippe ist ein geologisches Museum in der ostwestfälischen Stadt Bünde. Die Sammlung umfasst vor allem Fossilienfunde aus dem nahen Doberg. Das Dobergmuseum ist ein Teilbereich des Museums Bünde.

## Ausstellung
Das Dobergmuseum zeigt hauptsächlich Funde aus dem Doberg, einer zum Stadtgebiet gehörenden Fossilienlagerstätte aus dem Oligozän. Der Doberg stellt eine der umfangreichsten Fossilienlagerstätten aus der Zeit des Oligozän nördlich der Alpen dar und gilt als Stratotyp für diese Epoche. Er besteht aus den Sedimenten des Oligozän-Meeres und gibt Auskunft über die Meeresfauna der damaligen Zeit. Nirgendwo sonst auf der Welt sind nach heutiger Kenntnis die Schichtenfolgen des Oligozän so vollständig und gut erhalten geblieben wie hier.
Bekanntestes Objekt ist das versteinerte Skelett einer Seekuh. Daneben sind versteinerte Abdrücke der damaligen Fauna und Flora ausgestellt, darunter Teile eines Zahnwals. Im Garten des Museums ist ein Abguss von Saurierfährten aus der Unterkreide zu besichtigen. Das Original in Obernkirchener Sandstein wird zukünftig Teil der Ausstellung im Dobergmuseum sein. An originaler Fundstelle sind unweit Bündes die Dinosaurierfährten von Barkhausen zu besichtigen.

## Geschichte
Das Museum geht maßgeblich auf die Sammlung des Bünder Lehrers Friedrich Langewiesche zurück, der ab 1907 mit Ausgrabungen im Doberg begann. Zunächst stellte er seine Sammlung im Bünder Realprogymnasium aus. 1912 wurde im Doberg die Seekuh gefunden, die bis heute das bedeutendste Exponat des Museums darstellt. 1927 vermachte der mittlerweile in Anerkennung seiner Forschungen in der Region zum Professor ernannte Langewiesche seine Sammlung der Stadt Bünde. 1937 übereignete die Stadt Bünde dem Landkreis Herford die Exponate, der in Bünde unter anderem mit diesen archäologischen Exponaten ein Kreismuseum einrichtete. Dieses Museum wurde im Fachwerkgebäude (Striedieckscher Hof) neben dem heutigen Dobergmuseum untergebracht. Erster Leiter des vom Landkreis finanzierten Museums wurde Langewiesche. Bis 1999 teilten sich das Deutsche Tabak- und Zigarrenmuseum, die Ausstellung zur Heimatgeschichte und die Ausstellung rund um die Funde im Doberg den Streidieckschen Hof. 1999 wurde mit Hilfe der NRW-Stiftung und anderer Förderer das heutige Dobergmuseum als Neubau errichtet. Da bereits kurz nach Eröffnung schwere Baumängel festgestellt wurden, wurde das Museum 2009 für eine grundlegende Sanierung geschlossen und am 22. Dezember 2011 wieder eröffnet.

## Standort
Das Museum liegt auf der sogenannten Museumsinsel, einem Ensemble von mehreren Fachwerkhäusern und dem 1999 neu erbauten Dobergmuseum. Alle auf der Museumsinsel untergebrachten Museen sind Teil des Museumsverbundes Museum Bünde, zu dem zusätzlich das Kreisheimatmuseum sowie das Deutsche Tabak- und Zigarrenmuseum zählen.

## Galerie

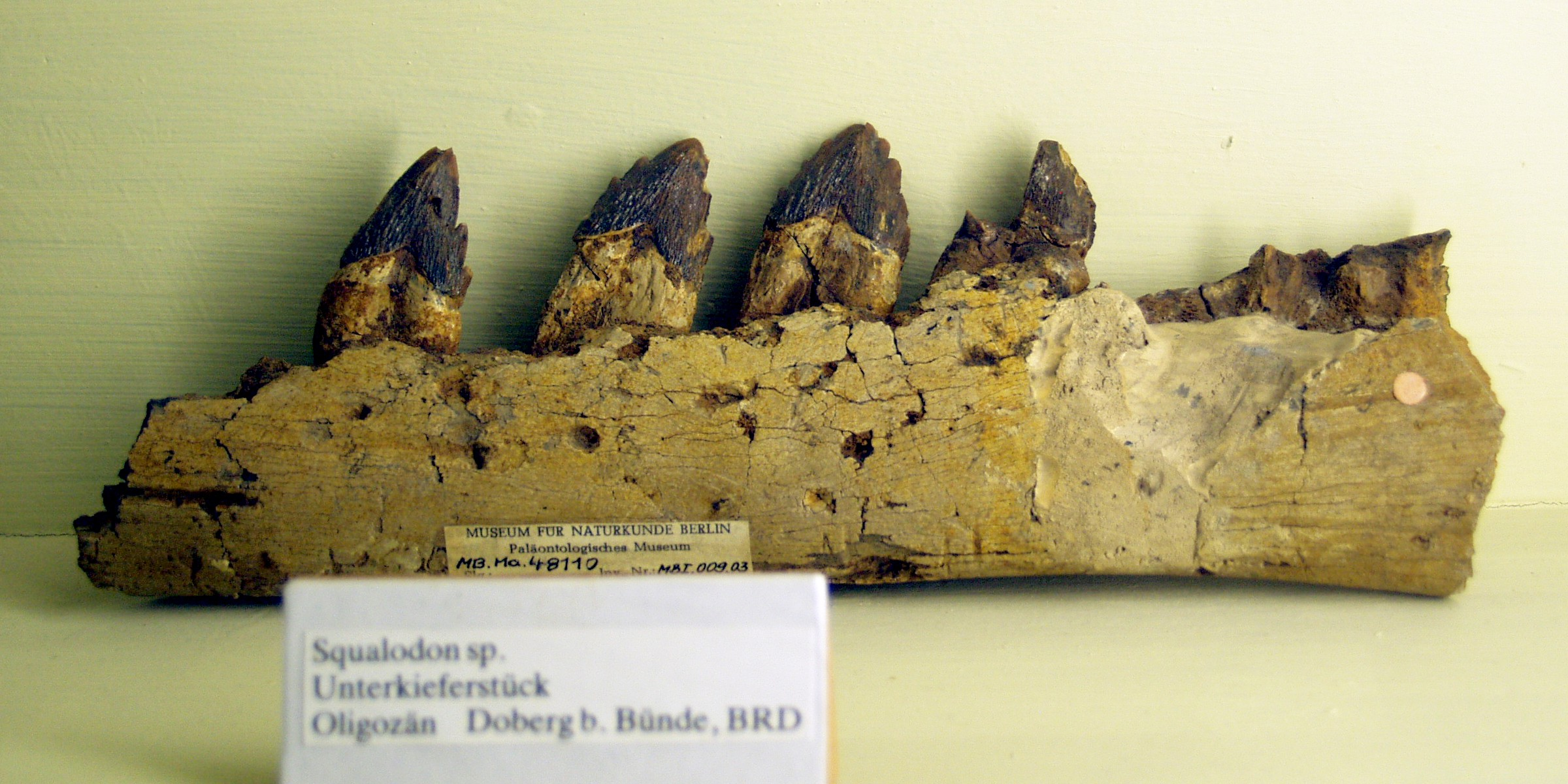
Unterkieferstück eines Squalodon sp. (Zahnwal), gefunden im Doberg, heute im Museum für Naturkunde (Berlin).
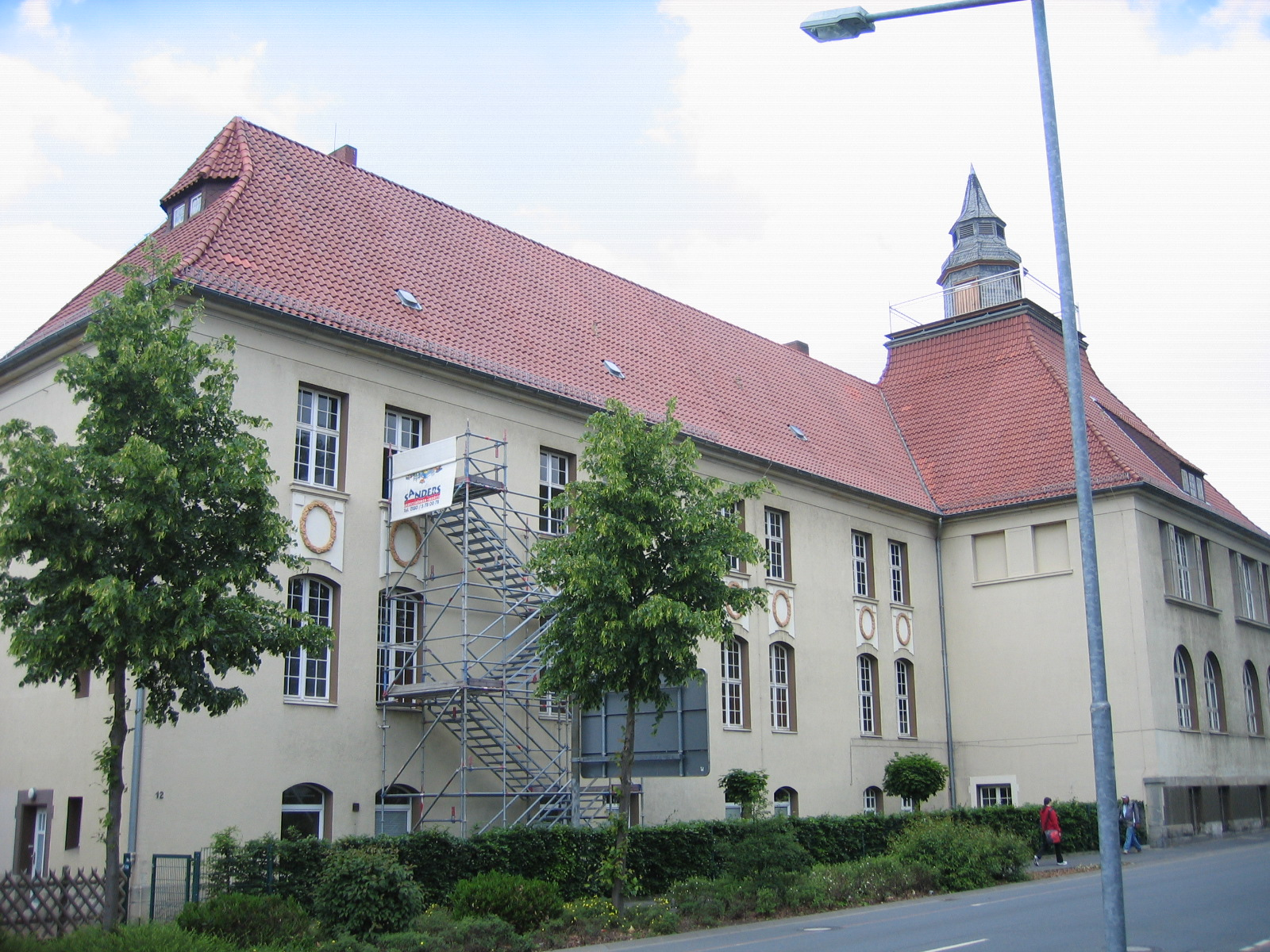
Gebäude des Marktgymnasiums, damals Bünder Realgymnasium – erster Standort der Sammlung
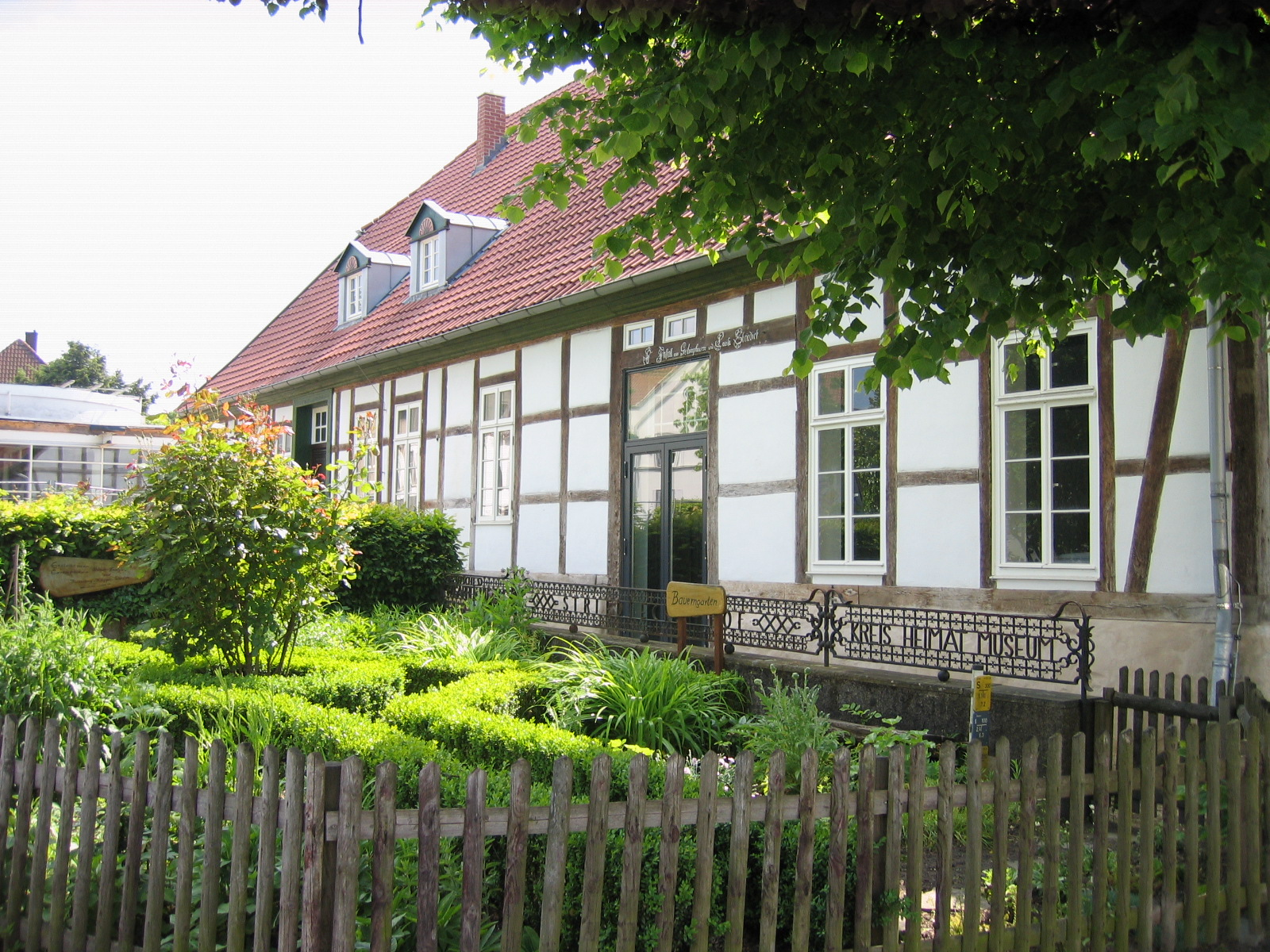
Striedieckscher Hof – heute Standort des Deutschen Tabak- und Zigarrenmuseums. Zwischen 1937 und 1999 wurden hier die Exponate aus dem Doberg ausgestellt